# مسئله زبان دینی

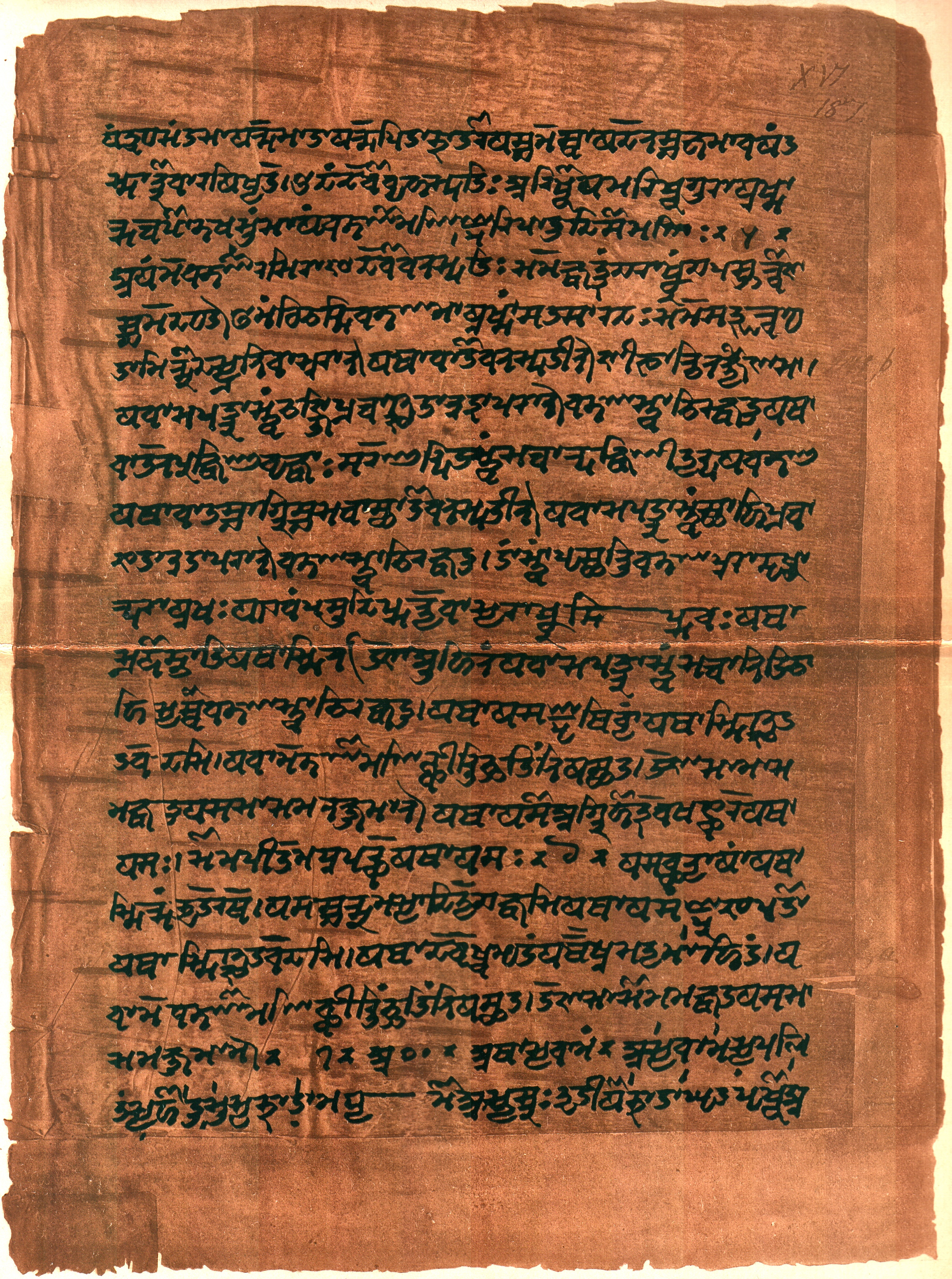
بخشی از کتاب ودا

رابطهٔ زبان و دین مسئله‌ای است که می‌تواند در جامعه‌شناسی زبان، زبان‌شناسی اجتماعی، دین‌شناسی، فلسفه دین و تحلیل گفتمان مورد بررسی قرارگیرد. عوامل دینی و مذهبی می‌توانند تأثیرات مهمی در دگرگونی زبان‌ها، ایجاد کلمات و مفاهیم جدید در زبان، تعیین موقعیّت اجتماعی یک زبان و برنامه‌ریزی زبانی داشته باشند، زیرا از یک سو، زبان و دین هر دو در تعیین هوّیّت اشخاص سهم دارند و از سوی دیگر، زبان‌ها بر اساس ارتباط یا عدم ارتباط با یک مذهب خاص ممکن است جایگاهی اصلی یا حاشیه‌ای در جامعه داشته‌باشند. مذهب می‌تواند در ایجاد و گسترش نظام‌های خطی و سایر مسائل مربوط به استانداردسازی زبان، انتخاب یک زبان خاص برای آیین‌های مذهبی و نیز تدریس یک زبان خاص در مدارس تأثیرگذارباشد.

## گفتمان مذهبی

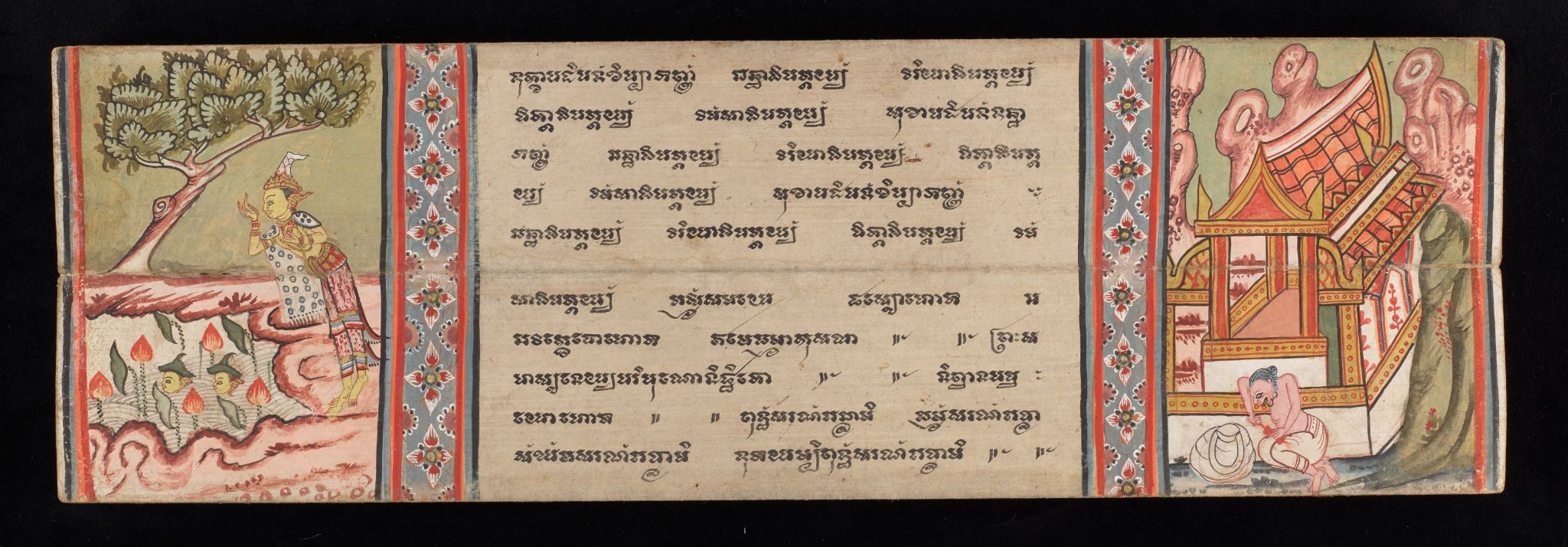
متون دینی پالی

دین و معنویت، از جمله پدیده‌های انسانی هستند که بیشترین وابستگی را به زبان دارند. نیایش، بیان اعتقادات مذهبی و تبلیغ دین همگی نیازمند زبان هستند. از سوی دیگر، فرقه‌های مختلف یک مذهب، گفتمان‌های خاص خود را دارند (Wiegand ۲۰۰۴: ۳۵۲).
اغلب متون مذهبی، ویژگی‌های کلامی خاصی دارند، مثلاً در این متون، استعاره کاربرد بسیاری دارد؛ مثلاً در بسیاری از این نوع متون، میان «خدا» و «پادشاه» یا «پدر»، شباهت‌های استعاری به چشم می‌خورد و «بهشت» یا «جهنم» در مقایسه با پدیده‌های این جهان توصیف‌می‌شوند (Sztajer ۲۰۰۴).
در زبان‌هایی که مفهوم جنس در دستور آنها وجود دارد یا در کشورهایی که مردسالاری بر آنها حکم‌فرماست، از کلمات مردانه (مذکر) برای اشاره به خدا، شیطان، فرشته‌ها و … استفاده می‌شود همچنین در این متون، تأکیدات مشخصی بر مفهوم «ما» (اول‌شخص جمع)، «مؤمنان»، «صالحین» و … وجود دارد. در متون نیایش، شباهت‌های استعاری میان «خدا» و «پادشاه» به چشم می‌خورد.
از آنجا که تجربیات مذهبی و معنوی معمولاً تجربیات «واقعی» (مربوط به جهان فیزیکی) نیستند، زبان نقش مهمی در تجسم و چارچوب‌بندی آنها دارد و در واقع، تنها رابط میان این تجربیات و واقعیت، زبان است.
دو نوع گفتمان را می‌توان در حوزه گفتمان‌های دینی از یکدیگر بازشناخت که در واقع دو سر یک طیف را تشکیل‌می‌دهند:
- گفتمان بنیادگرایی دینی
- گفتمان روشنفکری دینی

### گفتمان بنیادگرایی دینی

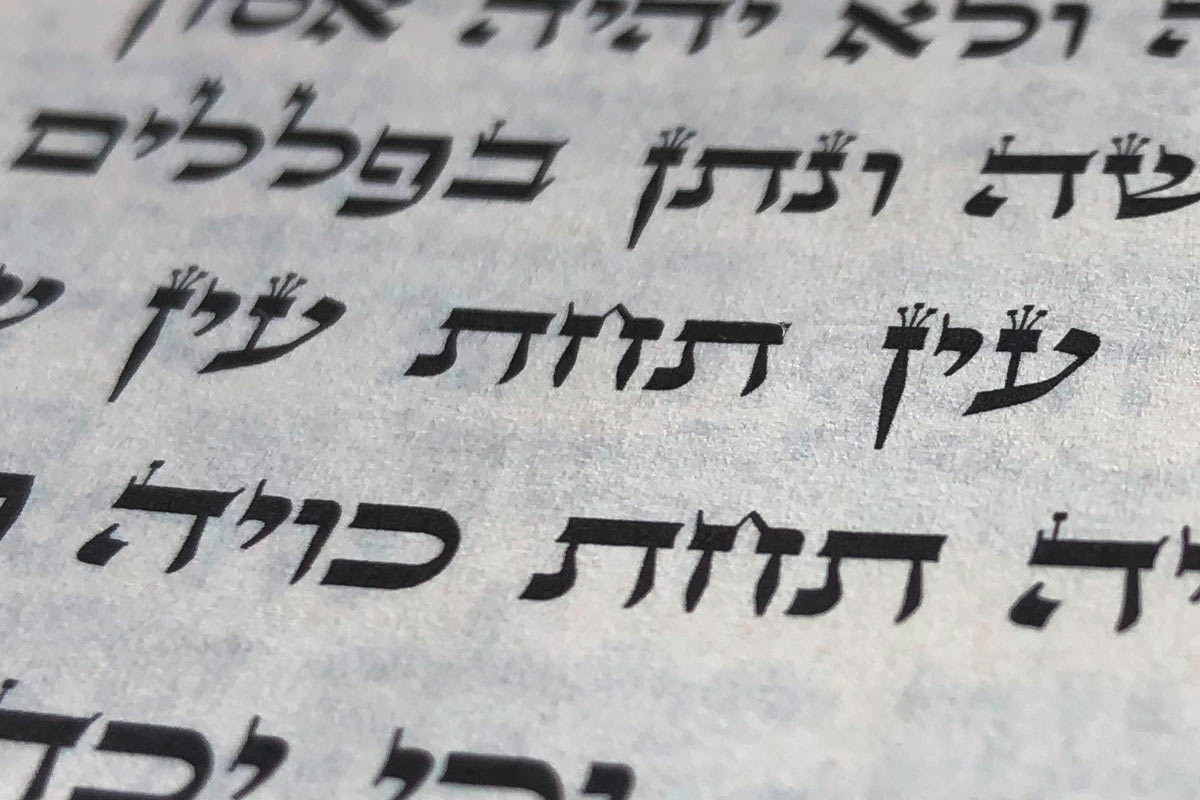
قانون چشم در برابر چشم در تورات

اغلب، مخاطب این نوع گفتمان عوام و توده مردم هستند. در این متون، تأکیدات مشخصی بر مفهوم «ما» (اول‌شخص جمع) یا «مؤمنان» در برابر مفهوم «آنها» (سوم‌شخص جمع) به معنی کسانی که در راه راست نیستند، وجود دارد و پیش‌فرض، آن است که مذهب مورد نظر ما تنها راه رسیدن به سعادت است. همچنین در این نوع گفتمان، بیشتر بر جنبه‌های فراعادی و متافیزیک دین تأکید می‌شود. از جمله مفاهیم به کار رفته در این نوع متون می‌توان به «ثواب»، «گناه»، «پاداش»، «امتحان»، «شیطان»، «تقدیر» و … اشاره کرد. این متون معمولاً به حدیث‌ها یا آیات یک کتاب مقدس به عنوان شاخص متقنِ خوبی و بدی (با بهره‌گیری از روش مصادره به مطلوب) اشاره دارند و از سوی دیگر، در ذهن مخاطب چنین القا می‌شود که همه چیز روشن و مبرهن است. این متون رویکردی تجویزی در ارتباط با وظایف مخاطب‌دارند.

### گفتمان روشنفکری دینی

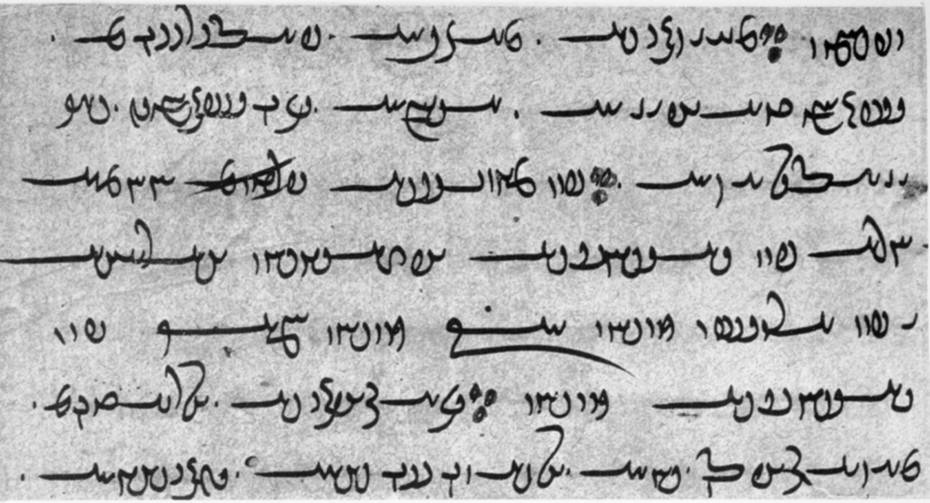
کتاب اوستا، به زبان اوستایی

به نظر می‌رسد گفتمان‌های مذهبی که در سال‌های اولیه پیدایش یک دین به کار می‌روند، بیشتر به گفتمان روشنفکری دینی شباهت دارند. مخاطب این گفتمان معمولاً عوام نیستند. اغلب پیش‌فرض چنین گفتمانی، آن نیست که دین، تنها راه رستگاری است؛ بلکه کوشش می‌شود تا با بررسی مسائل ملموس و بحث دربارهٔ جامعه، تاریخ، فرهنگ و …، دین و مذهب مورد دفاع قرار گیرد. در این گفتمان، کمترین تأکید بر جنبه‌های متافیزیک و فراعادی مذهب به چشم می‌خورد.

## تأثیر ایدئولوژی مذهبی بر زبان

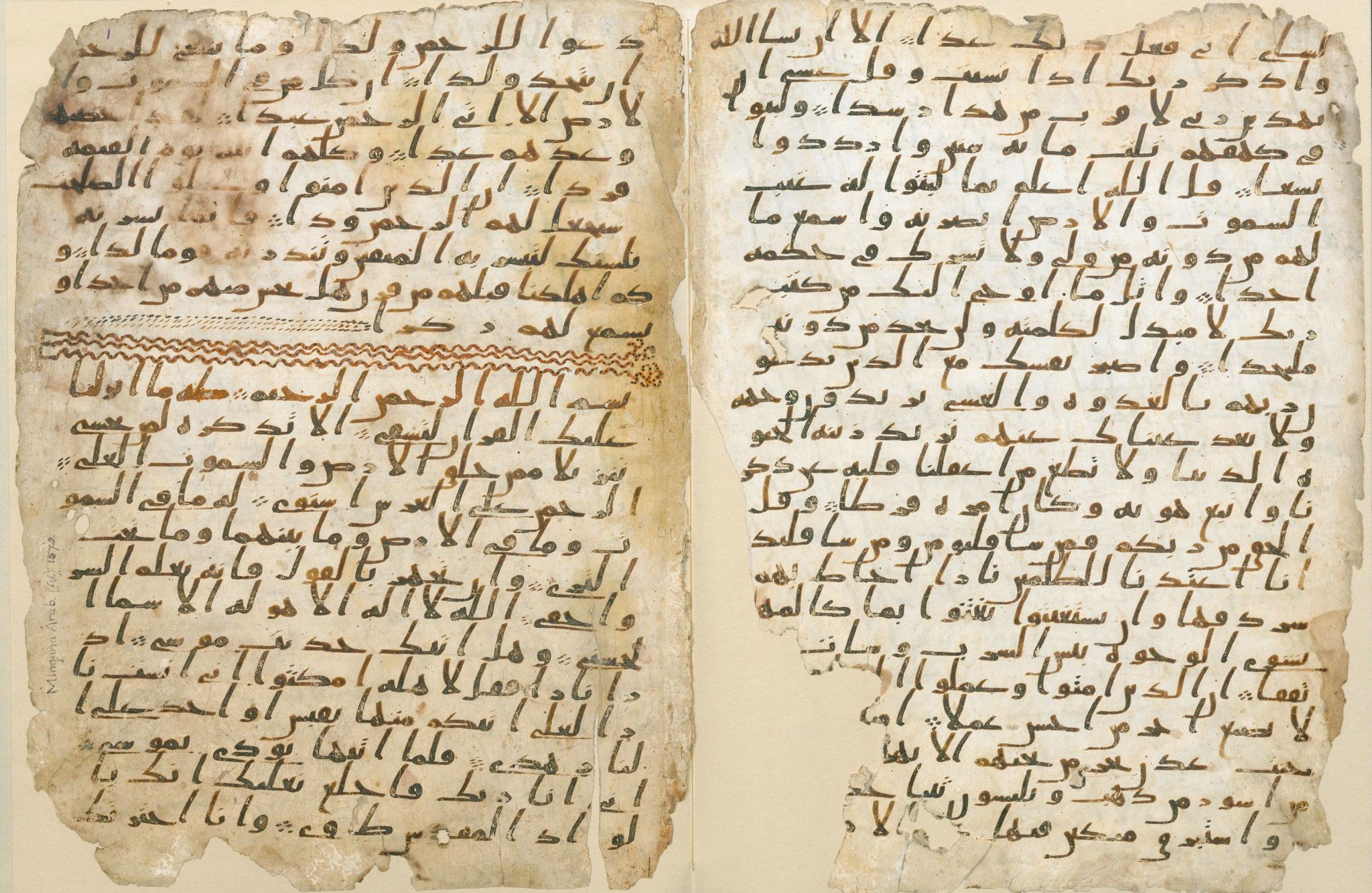
قرآن دست‌نویس دانشگاه بیرمنگام

دین‌ها را با توجه به وضعیت آنها در انتخاب یک زبان خاص می‌توان به دو گروه تقسیم‌کرد:
- ادیان مبتنی بر وحی یا ادیان دارای کتاب (Religions of the Book)
- ادیان دارای حکمت (Religions of Wisdom) مثل بودایی، آنیمیسم و مذهب تائو

ادیان دارای کتاب خود به دو دسته تقسیم می‌شوند: ادیانی مانند اسلام که کتاب آسمانی را وحی مستقیم می‌دانند و ادیانی مانند یهودیت و مسیحیت و دین هندو که کتاب خود را نوعی الهام آسمانی می‌دانند. ادیان دارای کتاب معمولاً برای یک زبان خاص، اهمیت بسیاری قائل هستند. کتاب آسمانی را معمولاً نمی‌توان به زبان‌های دیگر ترجمه یا تفسیر کرد و آیین‌های مذهبی را نیز باید به یک زبان خاص اجرا کرد؛ مثلاً در آیین هندو، وداها حتماً باید به زبان سانسکریت خوانده شوند.
تأثیر دین را بر نظام خطی می‌توان در اروپا مشاهده کرد: بین سال‌های ۸۶۷ و ۱۰۵۴ میلادی، اروپا به دو حوزه فرهنگی تقسیم شده بود. در اروپای غربی (کاتولیک)، از زبان لاتین برای اجرای آیین‌های مذهبی استفاده می‌شد و تمام زبان‌های این قسمت از اروپا به الفبای لاتین نوشته می‌شدند. در اروپای شرقی، متون دینی به زبان گوتیک ترجمه شد و کلیسای ارتدکس، الفبای سیریلیک (بر مبنای زبان اسلوونیایی باستان) را انتخاب کرد. به این ترتیب، در اروپا دو نظام خطی عمده در شرق و غرب مشاهده‌می‌شود.
رابطه بین زبان و ادیان دارای حکمت، کمتر است. در این ادیان، زبان تنها وسیله‌ای برای ارتباط یا نیایش است؛ مثلاً متون مذهبی بودایی که به زبان سانسکریت و پراکریت هستند، به زبان چینی یا تبتی ترجمه شده‌اند.

## زبان، مذهب و استعمار

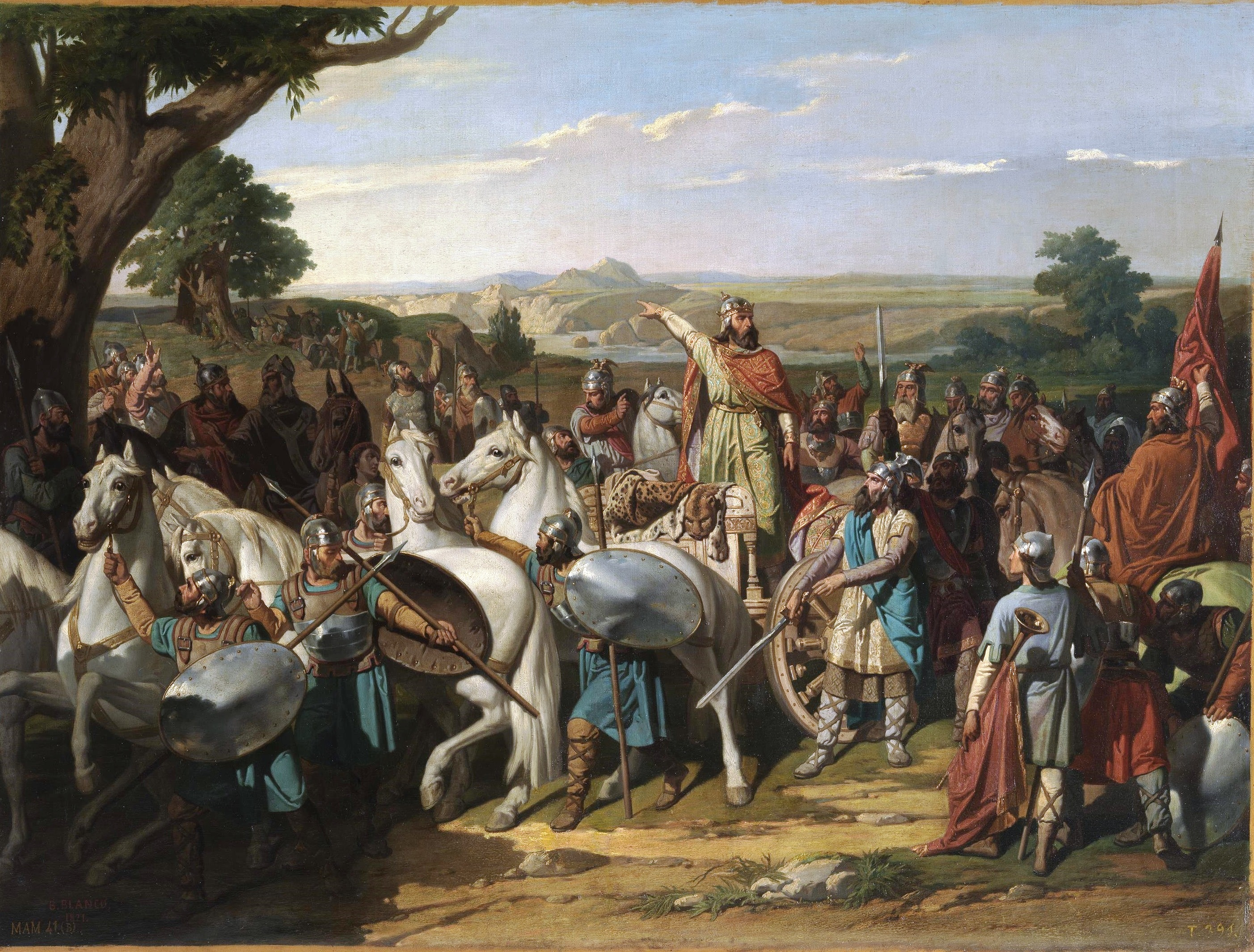
فتح اندلس توسط مسلمانان

استعمار معمولاً باعث تحمیلِ زبان، مذهب و فرهنگ استعمارگران بر مناطق مستعمره می‌شود. چند عامل در گسترش زبان و مذهبِ استعمارگران در مناطق مستعمره نقش دارند: تعداد و نسبت استعمارگران و جمعیت مستعمره، رویکرد استعمارگران در مورد جذب جمعیت مستعمره در جامعه خود، نقش مذهب در جامعه مستعمره و نقش زبان در مذهب استعمارگران.
معمولاَ گسترش زبان و مذهب همراه یکدیگر اتفاق می‌افتد، اما نمونه‌های دیگری نیز وجود دارد: استعمار فرانسه در مراکش و الجزایر باعث گسترش زبان فرانسوی شد، اما مذهب استعمارگران در آنجا نفوذ پیدا نکرد. از سوی دیگر، استعمار اسپانیا باعث گسترش مذهب کاتولیک در فیلیپین شد، اما زبان اسپانیایی در این کشور چندان گسترش نیافت.

## نقش زبان در بیان رویکرد مذهبی (معنوی)

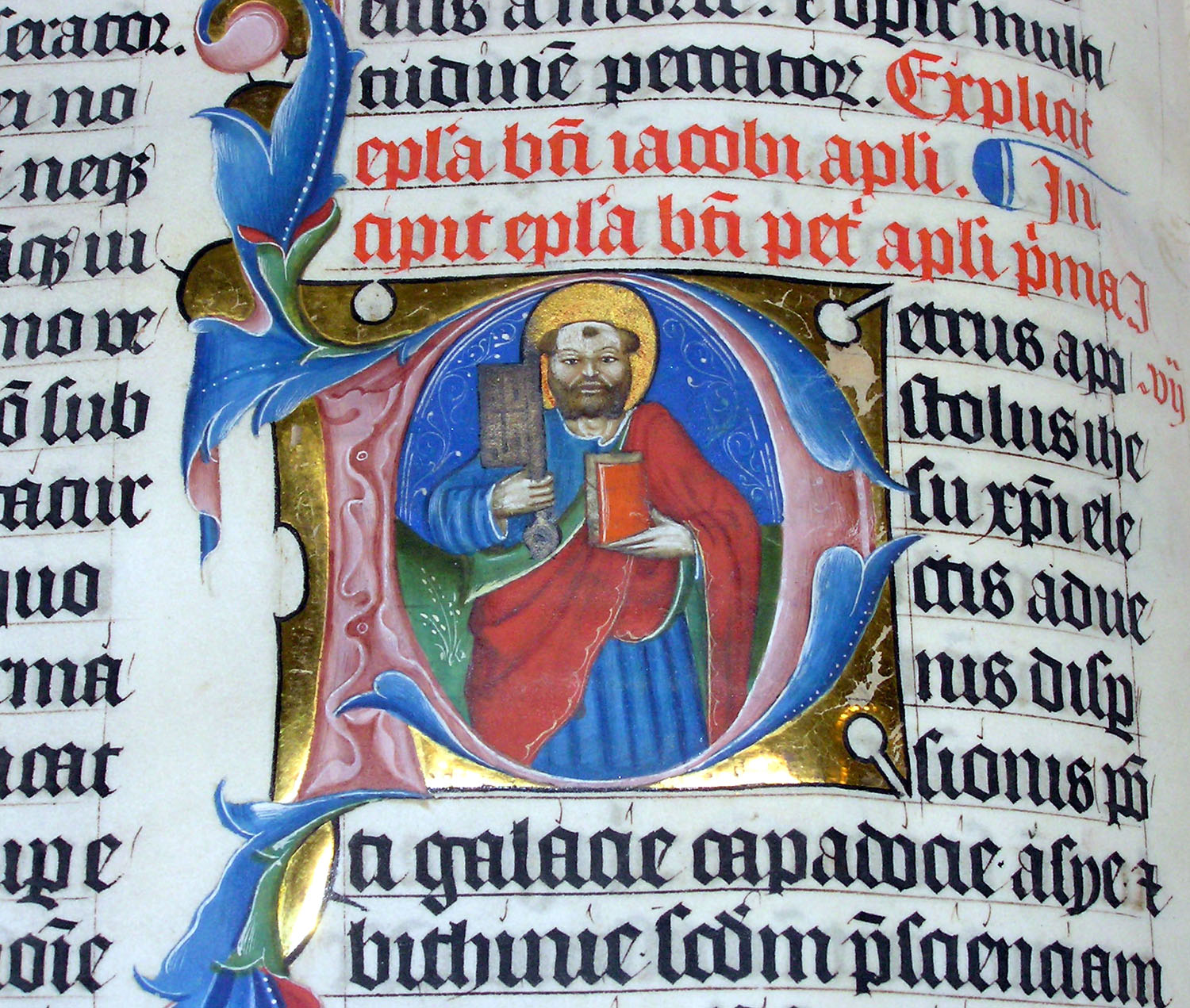
بخشی از کتاب مقدس در به زبان لاتین

به موازات پیچیده‌تر شدن زندگی مذهبی و تفکرات معنوی افراد، زبان‌های متنوع‌تری برای بیان رویکردهای فردی و گروهی به کار گرفته می‌شود. معمولاً زبان افراد مذهبی با افراد سکولار متفاوت است و معمولاً زبان افراد مذهبی نشان‌دارتر به نظر می‌رسد. فرقه‌های مختلف یک دین نیز هر کدام سیاق مذهبی خاص خود را دارند؛ مثلاً کاتولیک‌ها به مراسم عشای ربانی، Mass می‌گویند؛ پیروان کلیسای انگلیکان، این مراسم را Eucharist می‌نامند و در میان فرقه‌های دیگر، نام‌های Lord's Supper, Holy Communion و Communion رایج است. معمولاً زبان اقلیت‌های دینی در یک کشور مذهبی، نشان‌دار است. همچنین، زنان از سیاق مذهبی‌تری نسبت به مردان استفاده می‌کنند.
گاهی، افرادی که می‌خواهند دین جدیدی را بپذیرند، باید زبان آن دین را هم یاد بگیرند. علاوه بر این، ممکن است میزان تسلط بر آن زبان خاص و تلفظ کلمات آن، نشان‌دهنده میزان مذهبی بودن فرد باشد.

## دین به عنوان حافظ زبان
فعالیت دینی می‌تواند باعث پاسداری از زبان شود؛ مثلاً پیروان مسیحیت کاتولیک همچنان زبان لاتین را زبان مذهبی خود می‌دانند و سرود مراسم عشای ربانی را به این زبان می‌خوانند. کلیسای ارتدکس یونانی، این مراسم را به زبان یونانی برگزار می‌کند. در اسلام، زبان عربی قرآنی، زبان رسمی مذهب محسوب می‌شود.